# Afanasij Poliszczuk
Afanasij Łukicz Poliszczuk, ros. Афанасий Лукич Полищук (ur. 15 kwietnia?/28 kwietnia 1903 w Hulakach Wielkich, zm. 21 lipca 1953 w Kijowie) – generał brygady Wojska Polskiego, lekarz weterynarii.
Z pochodzenia Ukrainiec. Skończył 4-letnią szkołę weterynarii i 5-letnie studia w Instytucie Weterynaryjnym. Był oficerem Armii Czerwonej, wziął udział w II wojnie światowej, w sierpniu 1943 skierowany do służby w WP, od kwietnia 1944 był szefem służby weterynaryjnej 1 Armii Wojska Polskiego. Po wojnie służył w MON. W latach 1945–1946 studiował zaocznie na Uniwersytecie Warszawskim. 7 maja 1946 awansowany przez Prezydium KRN na generała. 30 lipca 1948 zakończył służbę w WP i 12 sierpnia powrócił do ZSRR.

## Odznaczenia
- Krzyż Oficerski Orderu Odrodzenia Polski (1945)
- Order Krzyża Grunwaldu III klasy (1945)
- Złoty Krzyż Zasługi (1946)
- Srebrny Krzyż Zasługi (1945)
- Srebrny Medal „Zasłużonym na Polu Chwały” (1946)

I inne.